# Barbora Krejčíková
Barbora Krejčíková (Brno, 1995. december 18. –) cseh hivatásos teniszezőnő, párosban olimpiai bajnok, egyéniben kétszeres Grand Slam-tornagyőztes, párosban világelső és tízszeres Grand Slam-tornagyőztes, háromszoros junior Grand Slam-tornagyőztes, az ITF kétszeres páros világbajnoka (2018, 2022), év végi páros világbajnok (2021).
2022-ben az egyike annak a négy női páros teniszversenyzőnek, aki elérte a karrier Super Slam-et, azaz pályafutása során mind a négy Grand Slam-tornát, az olimpiai aranyérmet és az év végi bajnoki címet is megnyerte.
2012-ben kezdte profi pályafutását. Nyolc egyéni és 19 páros WTA-torna győztese, emellett párosban egy WTA 125K-, valamint 14 egyéni és 19 páros ITF-tornán végzett az első helyen. Legjobb egyéni világranglista-helyezése a 2. hely, amit 2022. február 28-án ért el. Párosban az 1. helyet először 2018. október 22-én foglalta el, és 12 héten keresztül tartotta meg, majd 2021. június 14-én négy hétre, és 2021. szeptember 27-én három hétre ismét a világranglista élére került, amelyen így összesen 19 héten keresztül állt. 2021-ben az egyetlen női teniszező volt, aki egyéniben és párosban is kvalifikálta magát a WTA Finals év végi világbajnokságra, valamint aki egyéniben és párosban is a világranglistán a Top5-ben végzett.
2013-ban Kateřina Siniakovával párosban győztek a Roland Garroson, Wimbledonban és a US Openen is a junior lányok páros versenyén. A felnőtt Grand Slam tornákon legjobb eredményeként egyéniben győzött a 2021-es Roland Garroson és a 2024-es wimbledoni teniszbajnokságon. Kateřina Siniakovával párosban megnyerték a 2018-as és a 2021-es Roland Garrost, a 2018-as és a 2022-es wimbledoni teniszbajnokságot, a 2022-es és a 2023-as Australian Opent, valamint a 2022-es US Opent, ezzel karrier Grand Slamet ért el. Vegyes párosban 2019-ben és 2021-ben az amerikai Rajeev Ram, 2020-ban a horvát Nikola Mektić párjaként vegyes párosban nyerte harmadik, negyedik és ötödik Grand Slam-tornagyőzelmét az Australian Openen. Hatodik és hetedik Grand Slam-trófeáját, 2021-ben a Roland Garroson szerezte, amikor megnyerte a női egyest, a döntőben 6–1, 2–6, 6–4 arányban legyőzve az orosz Anasztaszija Pavljucsenkovát, valamint a női párost is, az amerikai Bethanie Mattek-Sands és a lengyel Iga Świątek ellen győzve. Nyolcadik GS-tornagyőzelmét női párosban a 2022-es Australian Openen szerezte, a kilencedik és a tizedik GS-győzelmét ugyancsak 2022-ben párosban szerezte Wimbledonban és a US Openen.
Olimpiai  bajnoki címet szerzett a 2020. évi olimpián Tokióban.
2018-ban és 2022-ben is megkapta a Nemzetközi Tenisz Szövetség az ITF páros világbajnoka címét. 2021-ben egyéniben és párosban is kvalifikációt szerzett az év végi világbajnokságnak is nevezett WTA Finals tornán való részvételre, amelyet Kateřina Siniakovával párosban meg is nyert.

## Junior Grand Slam-döntői

### Páros

#### Győzelmek (3)
| Év   | Bajnokság     | Borítás | Partner            | Ellenfél                              | Eredmény |
| ---- | ------------- | ------- | ------------------ | ------------------------------------- | -------- |
| 2013 | Roland Garros | Salak   | Kateřina Siniaková | Doménica González Beatriz Haddad Maia | 7–5, 6–2 |
| 2013 | Wimbledon     | Fű      | Kateřina Siniaková | Anhelina Kalinyina Irina Simanovics   | 6–3, 6–1 |
| 2013 | US Open       | Kemény  | Kateřina Siniaková | Belinda Bencic Sara Sorribes Tormo    | 6–3, 6–4 |

## Grand Slam-döntői

### Egyéni

#### Győzelmei (2)
| Év   | Bajnokság     | Borítás | Ellenfél                    | Eredmény      |
| ---- | ------------- | ------- | --------------------------- | ------------- |
| 2021 | Roland Garros | Salak   | Anasztaszija Pavljucsenkova | 6–1, 2–6, 6–4 |
| 2024 | Wimbledon     | Fű      | Jasmine Paolini             | 6–2, 2–6, 6–4 |

### Páros

#### Győzelmei (7)
| Év   | Bajnokság       | Borítás | Partner            | Ellenfél                          | Eredmény         |
| ---- | --------------- | ------- | ------------------ | --------------------------------- | ---------------- |
| 2018 | Roland Garros   | Salak   | Kateřina Siniaková | Eri Hozumi Makoto Ninomiya        | 6–3, 6–3         |
| 2018 | Wimbledon       | Fű      | Kateřina Siniaková | Nicole Melichar Květa Peschke     | 6–4, 4–6, 6–0    |
| 2021 | Roland Garros   | Salak   | Kateřina Siniaková | Bethanie Mattek-Sands Iga Świątek | 6–4, 6–2         |
| 2022 | Australian Open | Kemény  | Kateřina Siniaková | Anna Danilina Beatriz Haddad Maia | 6–7(3), 6–4, 6–4 |
| 2022 | Wimbledon       | Fű      | Kateřina Siniaková | Elise Mertens Csang Suaj          | 6–2, 6–4         |
| 2022 | US Open         | Kemény  | Kateřina Siniaková | Catherine McNally Taylor Townsend | 3–6, 7–5, 6–1    |
| 2023 | Australian Open | Kemény  | Kateřina Siniaková | Aojama Súko Sibahara Ena          | 6–4, 6–3         |

#### Elveszített döntői (1)
| Év   | Bajnokság       | Borítás | Partner            | Ellenfél                       | Eredmény |
| ---- | --------------- | ------- | ------------------ | ------------------------------ | -------- |
| 2021 | Australian Open | Kemény  | Kateřina Siniaková | Elise Mertens Arina Szabalenka | 2–6, 3–6 |

### Vegyes páros

#### Győzelmei (3)
| Év   | Bajnokság       | Borítás | Partner       | Ellenfél                           | Eredmény         |
| ---- | --------------- | ------- | ------------- | ---------------------------------- | ---------------- |
| 2019 | Australian Open | Kemény  | Rajeev Ram    | Astra Sharma John-Patrick Smith    | 7–6(3), 6–1      |
| 2020 | Australian Open | Kemény  | Nikola Mektić | Bethanie Mattek-Sands Jamie Murray | 5–7, 6–4, [10–1] |
| 2021 | Australian Open | Kemény  | Rajeev Ram    | Samantha Stosur Matthew Ebden      | 6–1, 6–4         |

## WTA döntői

### Egyéni
| Összesítés                   |
| Grand Slam-torna (2)         |
| WTA 1000 (kötelező)* (0)     |
| WTA 1000 (nem kötelező)* (1) |
| WTA 500* (2)                 |
| WTA 250* (3)                 |

#### Győzelmei (8)
|    | Dátum                | Torna                                    | Borítás    | Ellenfél a döntőben         | Eredmény a döntőben | Eredmény a döntőben |
| 1. | 2021. május 29.      | Internationaux de Strasbourg, Strasbourg | Salak      | Sorana Cîrstea              | 6–3, 6–3            |                     |
| 2. | 2021. június 12.     | Roland Garros, Párizs                    | Salak      | Anasztaszija Pavljucsenkova | 6–1, 2–6, 6–4       | (részletek)         |
| 3. | 2021. július 18.     | Prague Open, Prága                       | Kemény     | Tereza Martincová           | 6–2, 6–0            |                     |
| 4. | 2022. október 2.     | Tallinn Open, Tallinn                    | Kemény (f) | Anett Kontaveit             | 6–2, 6–3            |                     |
| 5. | 2022. október 9.     | Ostrava Open, Ostrava                    | Kemény (f) | Iga Świątek                 | 5–7, 7–6(4), 6–3    |                     |
| 6. | 2023. február 25.    | Dubai Tennis Championships, Dubaj        | Kemény     | Iga Świątek                 | 6–4, 6–2            |                     |
| 7. | 2023. szeptember 17. | San Diego Open, San Diego                | Kemény     | Sofia Kenin                 | 6–4, 2–6, 6–4       |                     |
| 8. | 2024. július 13.     | Wimbledon, London                        | Fű         | Jasmine Paolini             | 6–2, 2–6, 6–4       | (részletek)         |

#### Elveszített döntői (5)
|    | Dátum             | Torna                                       | Borítás | Ellenfél a döntőben | Eredmény a döntőben | Eredmény a döntőben |
| 1. | 2017. május 27.   | Nürnberger Versicherungscup, Nürnberg       | Salak   | Kiki Bertens        | 2–6, 1–6            |                     |
| 2. | 2021. március 13. | Dubai Duty Free Tennis Championships, Dubaj | Kemény  | Garbiñe Muguruza    | 6–7(6), 3–6         |                     |
| 3. | 2022. január 15.  | Sydney International, Sydney                | Kemény  | Paula Badosa        | 3–6, 6–4, 6–7(4)    |                     |
| 4. | 2022. június 25.  | Birmingham Classic, Birmingham              | Fű      | Jeļena Ostapenko    | 6–7(8), 4–6         |                     |
| 5. | 2023. október 15. | Zhengzhou Open, Csengcsou                   | Kemény  | Cseng Csin-ven      | 6–2, 2–6, 4–6       |                     |

### Páros

#### Győzelmei (19)
| Összesítés            |                              |
| Grand Slam-torna (7)  |                              |
| Premier Mandatory (0) | WTA 1000 (kötelező)* (2)     |
| Premier Five (1)      | WTA 1000 (nem kötelező)* (0) |
| Premier (0)           | WTA 500* (2)                 |
| International (3)     | WTA 250* (2)                 |
| WTA Finals (1)        |                              |
| Olimpia (1)           |                              |

*2021-től megváltozott a tornák kategóriáinak elnevezése.
|     | Dátum                | Torna                                                          | Borítás    | Partner            | Ellenfelek a döntőben                | Eredmény a döntőben | Eredmény a döntőben |
| 1.  | 2015. szeptember 14. | Bell Challenge, Kanada                                         | Kemény (f) | An-Sophie Mestach  | María Irigoyen Paula Kania           | 4–6, 6–3, [12–10]   |                     |
| 2.  | 2018. június 10.     | Roland Garros, Párizs, Franciaország                           | Salak      | Kateřina Siniaková | Eri Hozumi Makoto Ninomiya           | 6–3, 6–3            |                     |
| 3.  | 2018. július 14.     | Wimbledoni teniszbajnokság, Wimbledon, Egyesült Királyság      | Fű         | Kateřina Siniaková | Nicole Melicar Květa Peschke         | 6–4, 4–6, 6–0       |                     |
| 4.  | 2019. augusztus 11.  | Rogers Cup, Toronto, Kanada                                    | Kemény     | Kateřina Siniaková | Anna-Lena Grönefeld Demi Schuurs     | 7–5, 6–0            |                     |
| 5.  | 2019. október 13.    | Ladies Linz, Ausztria                                          | Kemény (f) | Kateřina Siniaková | Barbara Haas Xenia Knoll             | 6–4, 6–3            |                     |
| 6.  | 2020. január 11.     | Shenzhen Open, Sencsen, Kína                                   | Kemény     | Kateřina Siniaková | Tuan Jing-jing Cseng Szaj-szaj       | 6–2, 3–6, [10–4]    |                     |
| 7.  | 2021. február 7.     | Gippsland Trophy, Melbourne, Ausztrália                        | Kemény     | Kateřina Siniaková | Csan Hao-csing Latisha Chan          | 6–3, 7–6(4)         |                     |
| 8.  | 2021. május 8.       | Mutua Madrid Open, Madrid, Spanyolország                       | Salak      | Kateřina Siniaková | Gabriela Dabrowski Demi Schuurs      | 6–4, 6–3            |                     |
| 9.  | 2021. június 13.     | Roland Garros, Párizs, Franciaország                           | Salak      | Kateřina Siniaková | Bethanie Mattek-Sands Iga Świątek    | 6–4, 6–2            |                     |
| 10. | 2021. augusztus 1.   | 2020-as olimpia, Tokió, Japán                                  | Kemény     | Kateřina Siniaková | Belinda Bencic Viktorija Golubic     | 7–5, 6–1            |                     |
| 11. | 2021. november 17.   | WTA Finals, Guadalajara, Mexikó                                | Kemény (f) | Kateřina Siniaková | Hszie Su-vej Elise Mertens           | 6–3, 6–4            |                     |
| 12. | 2022. január 30.     | 2022-es Australian Open, Melbourne, Ausztrália                 | Kemény     | Kateřina Siniaková | Anna Danilina Beatriz Haddad Maia    | 6–7(3), 6–4, 6–4    |                     |
| 13. | 2022. július 10.     | 2022-es wimbledoni teniszbajnokság, London, Egyesült Királyság | Fű         | Kateřina Siniaková | Elise Mertens Csang Suaj             | 6–2, 6–4            |                     |
| 14. | 2022. szeptember 11. | 2022-es US Open (tenisz), New York, Egyesült Államok           | Kemény     | Kateřina Siniaková | Catherine McNally Taylor Townsend    | 3–6, 7–5, 6–1       |                     |
| 15. | 2023. január 29.     | 2023-as Australian Open, Melbourne, Ausztrália                 | Kemény     | Kateřina Siniaková | Aojama Súko Sibahara Ena             | 6–4, 6–3            |                     |
| 16. | 2023. március 19.    | Indian Wells Open, Indian Wells, Amerikai Egyesült Államok     | Kemény     | Kateřina Siniaková | Beatriz Haddad Maia Laura Siegemund  | 6–1, 6–7(3), [10–7] |                     |
| 17. | 2023. június 24.     | Birmingham Classic, Birmingham, Egyesült Királyság             | Fű         | Marta Kosztyuk     | Storm Hunter Alycia Parks            | 6–2, 7–6(7)         |                     |
| 18. | 2023. szeptember 16. | San Diego Open, San Diego, Egyesült Államok                    | Kemény     | Kateřina Siniaková | Danielle Collins Coco Vandeweghe     | 6–1, 6–4            |                     |
| 19. | 2024. július 28.     | Prague Open, Prága, Csehország                                 | Salak      | Kateřina Siniaková | Bethanie Mattek-Sands Lucie Šafářová | 6–3, 6–3            |                     |

#### Elveszített döntői (10)
|     | Dátum             | Torna                                                                | Borítás    | Partner            | Ellenfelek a döntőben              | Eredmény a döntőben | Eredmény a döntőben |
| 1.  | 2014. október 13. | BGL Luxembourg Open, Luxemburg                                       | Kemény (f) | Lucie Hradecká     | Bacsinszky Tímea Kristina Barrois  | 6–3, 4–6, [4–10]    |                     |
| 2.  | 2016. február 8.  | Ladies Neva Cup, Oroszország                                         | Kemény (f) | Vera Dusevina      | Martina Hingis Szánija Mirza       | 3–6, 1–6            |                     |
| 3.  | 2017. július 29.  | Swedish Open, Svédország                                             | Salak      | María Irigoyen     | Quirine Lemoine Arantxa Rus        | 6–3, 3–6, [8–10]    |                     |
| 4.  | 2018. január 6.   | Shenzhen Open, Kína                                                  | Kemény     | Kateřina Siniaková | Simona Halep Irina-Camelia Begu    | 6–1, 1–6, [8–10]    |                     |
| 5.  | 2018. április 1.  | Miami Masters, Egyesült Államok                                      | Kemény     | Kateřina Siniakova | Ashleigh Barty Coco Vandeweghe     | 2–6, 1–6            |                     |
| 6.  | 2018. október 28. | 2018-as WTA Finals, Szingapúr                                        | Kemény (f) | Kateřina Siniakova | Babos Tímea Kristina Mladenovic    | 4–6, 5–7            |                     |
| 7.  | 2019. március 16. | BNP Paribas Open, Indian Wells, Egyesült Államok                     | Kemény     | Kateřina Siniaková | Elise Mertens Arina Szabalenka     | 3–6, 2–6            |                     |
| 8.  | 2020. február 22. | Dubai Duty Free Tennis Championships, Dubaj, Egyesült Arab Emírségek | Kemény     | Cseng Szaj-szaj    | Hszie Su-vej Barbora Strýcová      | 5–7, 6–3, [5–10]    |                     |
| 9.  | 2021. február 19. | Australian Open, Melbourne, Ausztrália                               | Kemény     | Kateřina Siniaková | Elise Mertens Arina Szabalenka     | 2–6, 3–6            |                     |
| 10. | 2024. május 5.    | Madrid Open, Madrid, Spanyolország                                   | Salak      | Laura Sigemund     | Cristina Bucșa Sara Sorribes Tormo | 0–6, 2–6            |                     |

## WTA 125K döntői: 1 (1–0)

### Páros: 1 (1–0)
| Eredmény | No. | Dátum             | Torna                          | Borítás    | Partner       | Ellenfél a döntőben                      | Eredmény         |
| -------- | --- | ----------------- | ------------------------------ | ---------- | ------------- | ---------------------------------------- | ---------------- |
| Győztes  | 1.  | 2015. november 9. | Open de Limoges, Franciaország | Kemény (f) | Mandy Minella | Margarita Gaszparjan Okszana Kalasnikova | 1–6, 7–5, [10–6] |

## ITF döntői (33–14)

### Egyéni (14–7)
| Díjazás        |
| -------------- |
| $100,000 torna |
| $75,000 torna  |
| $50,000 torna  |
| $25,000 torna  |
| $15,000 torna  |
| $10,000 torna  |

| Borításonként |
| ------------- |
| Kemény (1–1)  |
| Salak (13–6)  |
| Fű (0–0)      |
| Szőnyeg (0–0) |

| Eredmény | No. | Dátum               | Torna                         | Borítás    | Ellenfél          | Eredmény         |
| -------- | --- | ------------------- | ----------------------------- | ---------- | ----------------- | ---------------- |
| Döntős   | 1.  | 2011. szeptember 3. | Eszék, Horvátország           | Salak      | Petra Šunić       | 6–4, 0–6, 2–6    |
| Győztes  | 1.  | 2012. október 20.   | Dubrovnik, Horvátország       | Salak      | Polina Leykina    | 6–4, 6–1         |
| Döntős   | 2.  | 2013. április 21.   | Šibenik, Horvátország         | Salak      | Bukta Ágnes       | 3–6, 2–6         |
| Győztes  | 2.  | 2013. október 6.    | Solin, Horvátország           | Salak      | Tereza Malíková   | 6–2, 6–2         |
| Győztes  | 3.  | 2013. október 27.   | Dubrovnik, Horvátország       | Salak      | Polona Reberšak   | 6–1, 3–6, 6–0    |
| Győztes  | 4.  | 2013. november 3.   | Umag, Horvátország            | Salak      | Bukta Ágnes       | 6–1, 6–4         |
| Győztes  | 5.  | 2013. december 1.   | Bol, Horvátország             | Salak      | Ema Mikulčić      | 3–6, 6–0, 6–3    |
| Döntős   | 3.  | 2014. március 23.   | Antalya, Törökország          | Kemény     | Denisa Allertová  | 3–6, 2–6         |
| Győztes  | 6.  | 2014. június 22.    | Přerov, Csehország            | Salak      | Lenka Juríková    | 6–3, 6–4         |
| Győztes  | 7.  | 2014. július 6.     | Toruń, Lengyelország          | Salak      | María Szákari     | 6–4, 6–1         |
| Győztes  | 8.  | 2014. október 31.   | Isztambul, Törökország        | Kemény (f) | Viktorija Golubic | 6–1, 6–4         |
| Döntős   | 4.  | 2015. február 28.   | Beinasco, Olaszország         | Salak (f)  | Kristína Kučová   | 4–6, 6–7(3)      |
| Győztes  | 9.  | 2015. július 19.    | Olomouc, Csehország           | Salak      | Petra Cetkovská   | 3–6, 6–4, 7–6(5) |
| Döntős   | 5.  | 2015. augusztus 9.  | Plzeň, Csehország             | Salak      | Andrea Hlaváčková | 6–3, 2–6, 3–6    |
| Döntős   | 6.  | 2017. március 26.   | Mornington, Ausztrália        | Salak      | Destanee Aiava    | 2–6, 6–4, 2–6    |
| Döntős   | 7.  | 2017. április 2.    | Mornington, Ausztrália        | Salak      | Shérazad Reix     | 6–7(3), 4–6      |
| Győztes  | 10. | 2018. július 1.     | Toruń, Lengyelország          | Salak      | Rebecca Šramková  | 7–5, 6–1         |
| Győztes  | 11. | 2019. április 7.    | Palm Harbor, Egyesült Államok | Salak      | Nicole Gibbs      | 6–0, 6–1         |
| Győztes  | 12. | 2019. április 14.   | Pelham, Egyesült Államok      | Salak      | Caroline Dolehide | 6–4, 6–3         |
| Győztes  | 13. | 2019. május 5.      | Wiesbaden, Németország        | Salak      | Katarina Zavatska | 6–4, 7–6(2)      |
| Győztes  | 14. | 2019. június 23.    | Staré Splavy, Csehország      | Salak      | Denisa Allertová  | 6–2, 6–3         |

### Páros (19–7)
| Díjazás        |
| -------------- |
| $100,000 torna |
| $75,000 torna  |
| $50,000 torna  |
| $25,000 torna  |
| $15,000 torna  |
| $10,000 torna  |

| Borításonként |
| ------------- |
| Kemény (1–2)  |
| Salak (18–5)  |
| Fű (0–0)      |
| Szőnyeg (0–0) |

| Eredmény | No. | Dátum               | Torna                             | Borítás | Partner            | Ellenfél                                 | Eredmény             |
| -------- | --- | ------------------- | --------------------------------- | ------- | ------------------ | ---------------------------------------- | -------------------- |
| Győztes  | 1.  | 2011. szeptember 2. | Eszék, Horvátország               | Salak   | Aneta Dvořáková    | Diana Bogoliy Alena Tarasova             | 7–5, 6–2             |
| Győztes  | 2.  | 2011. október 28.   | Dubrovnik, Horvátország           | Salak   | Viktorija Kan      | Martina Kubičíková Dalia Zafirova        | 7–6(3), 6–0          |
| Győztes  | 3.  | 2012. augusztus 30. | Eszék, Horvátország               | Salak   | Aneta Dvořáková    | Kateřina Kramperová Petra Krejsová       | 6–4, 3–6, [10–8]     |
| Győztes  | 4.  | 2012. október 11.   | Szarajevó, Bosznia−Hercegovina    | Salak   | Tereza Malíková    | Angelica Moratelli Milana Špremo         | 6–3, 6–2             |
| Döntős   | 1.  | 2012. október 19.   | Dubrovnik, Horvátország           | Salak   | Martina Kubičíková | Giulia Bruzzone Chiara Mendo             | 4–6, 2–6             |
| Győztes  | 5.  | 2012. október 26.   | Dubrovnik, Horvátország           | Salak   | Tereza Malíková    | Lucia Butkovská Christina Shakovets      | 7–5, 7–6(5)          |
| Győztes  | 6.  | 2013. április 12.   | Bol, Horvátország                 | Salak   | Polina Lejkina     | Jana Fett Bernarda Pera                  | 6–3, 6–3             |
| Győztes  | 7.  | 2013. április 19.   | Šibenik, Horvátország             | Salak   | Polina Lejkina     | Cindy Burger Anna Klasen                 | 3–6, 6–3, [12–10]    |
| Döntős   | 2.  | 2013. augusztus 4.  | Bad Saulgau, Németország          | Salak   | Kateřina Siniaková | Laura-Ioana Andrei Elena Bogdan          | 7–6(11), 4–6, [8–10] |
| Győztes  | 8.  | 2013. augusztus 11. | Hechingen, Németország            | Salak   | Kateřina Siniaková | Laura-Ioana Andrei Laura Thorpe          | 6–1, 6–4             |
| Győztes  | 9.  | 2013. október 19.   | Dubrovnik, Horvátország           | Salak   | Lenka Juríková     | Gabriela Pantůčková Polona Reberšak      | 7–5, 3–6, [10–4]     |
| Döntős   | 3.  | 2013, október 25.   | Dubrovnik, Horvátország           | Salak   | Lenka Juríková     | Bukta Ágnes Vivien Juhászová             | 3–6, 3–6             |
| Döntős   | 4.  | 2013. november 2.   | Umag, Horvátország                | Salak   | Bukta Ágnes        | Vivien Juhászová Tereza Malíková         | 4–6, 6–7(5)          |
| Győztes  | 10. | 2013. november 16.  | Bol, Horvátország                 | Salak   | Demi Schuurs       | Vivien Juhászová Tereza Malíková         | 6–2, 6–4             |
| Győztes  | 11. | 2013. november 29.  | Bol, Horvátország                 | Salak   | Ana Bianca Mihăilă | Bojana Marinković Natalija Šipek         | 6–2, 6–2             |
| Döntős   | 5.  | 2014. március 29.   | Antalya, Törökország              | Kemény  | İpek Soylu         | Susanne Celik Kotomi Takahata            | 4–6, 3–6             |
| Győztes  | 12. | 2014. május 30.     | Maribor, Szlovénia                | Salak   | Kateřina Siniaková | Cindy Burger Daniela Seguel              | 6–0, 6–1             |
| Győztes  | 13. | 2014. június 7.     | Szarajevó, Bosznia és Hercegovina | Salak   | Viktoriya Tomova   | Carolin Daniels Melis Sezer              | 7–6(3), 6–2          |
| Döntős   | 6.  | 2014. július 19.    | Olomouc, Csehország               | Salak   | Aleksandra Krunić  | Petra Cetkovská Renata Voráčová          | 2–6, 6–4, [7–10]     |
| Győztes  | 14. | 2014. július 26.    | Sobota, Lengyelország             | Salak   | Aleksandra Krunić  | Anasztaszija Vasziljeva Marina Zanevszka | 3–6, 6–0, [10–6]     |
| Győztes  | 15. | 2015. június 12.    | Padova, Olaszország               | Salak   | María Irigoyen     | Jani Réka-Luca Paula Ormaechea           | 6–4, 6–2             |
| Győztes  | 16. | 2015. június 19.    | Montpellier, Franciaország        | Salak   | María Irigoyen     | Laura Siegemund Renata Voráčová          | 6–4, 6–2             |
| Győztes  | 17. | 2015. augusztus 8.  | Plzeň, Csehország                 | Salak   | Rebecca Peterson   | Lenka Kunčíková Karolína Stuchlá         | 6–4, 6–3             |
| Döntős   | 7.  | 2015. október 3.    | Ciudad Victoria, Mexikó           | Kemény  | María Irigoyen     | Ysaline Bonaventure Elise Mertens        | 4–6, 6–4, [6–10]     |
| Győztes  | 18. | 2015. október 10.   | Tampico, Mexikó                   | Kemény  | María Irigoyen     | Verónica Cepede Royg Marina Melnyikova   | 7–5, 6–2             |
| Győztes  | 19. | 2017. március 31.   | Mornington, Ausztrália            | Salak   | Julia Glushko      | Jessica Moore Varatchaya Wongteanchai    | 6–4, 2–6, [11–9]     |

## Eredményei Grand Slam-tornákon

### Egyéni
| Grand Slam | Australian Open | Australian Open  | Roland Garros  | Roland Garros          | Wimbledon      | Wimbledon        | US Open        | US Open           |
| Év         | Eredmény        | Utolsó ellenfél  | Eredmény       | Utolsó ellenfél        | Eredmény       | Utolsó ellenfél  | Eredmény       | Utolsó ellenfél   |
| 2014       | −               | −                | −              | −                      | −              | −                | Selejtező (Q3) | Selejtező (Q3)    |
| 2015       | Selejtező (Q2)  | Selejtező (Q2)   | Selejtező (Q2) | Selejtező (Q2)         | Selejtező (Q1) | Selejtező (Q1)   | Selejtező (Q1) | Selejtező (Q1)    |
| 2016       | Selejtező (Q3)  | Selejtező (Q3)   | −              | −                      | Selejtező (Q1) | Selejtező (Q1)   | −              | −                 |
| 2017       | Selejtező (Q2)  | Selejtező (Q2)   | −              | −                      | Selejtező (Q2) | Selejtező (Q2)   | Selejtező (Q1) | Selejtező (Q1)    |
| 2018       | Selejtező (Q3)  | Selejtező (Q3)   | 1. kör         | Karolína Plíšková      | −              | −                | Selejtező (Q1) | Selejtező (Q1)    |
| 2019       | Selejtező (Q2)  | Selejtező (Q2)   | Selejtező (Q1) | Selejtező (Q1)         | −              | −                | Selejtező (Q2) | Selejtező (Q2)    |
| 2020       | 2. kör          | J Alekszandrova  | 4. kör         | Nadia Podoroska        | elmaradt       | elmaradt         | −              | −                 |
| 2021       | 2. kör          | J Alekszandrova  | Győztes        | A Pavljucsenkova       | 4. kör         | Ashleigh Barty   | Negyeddöntő    | Arina Szabalenka  |
| 2022       | Negyeddöntő     | Madison Keys     | 1. kör         | Diane Parry            | 3. kör         | Ajla Tomljanović | 2. kör         | Aleksandra Krunić |
| 2023       | 4. kör          | Jessica Pegula   | 1. kör         | Leszja Curenko         | 2. kör         | Mirra Andrejeva  | 1. kör         | Lucia Bronzetti   |
| 2024       | Negyeddöntő     | Arina Szabalenka | 1. kör         | Viktorija Golubic      | Győztes        | Jasmine Paolini  | 2. kör         | E-G Ruse          |
| 2025       | −               | −                | 2. kör         | Veronyika Kugyermetova | 3. kör         | Emma Navarro     |                |                   |

### Páros
| Grand Slam | Australian Open                | Australian Open                 | Roland Garros               | Roland Garros                     | Wimbledon                      | Wimbledon                           | US Open                        | US Open                              |
| Év         | Eredmény Partner               | Utolsó ellenfél                 | Eredmény Partner            | Utolsó ellenfél                   | Eredmény Partner               | Utolsó ellenfél                     | Eredmény Partner               | Utolsó ellenfél                      |
| 2014       | –                              | –                               | –                           | –                                 | –                              | –                                   | –                              | –                                    |
| 2015       | –                              | –                               | 1. kör Julia Görges         | Martina Hingis Szánija Mirza      | –                              | –                                   | –                              | –                                    |
| 2016       | 2. kör Vang Ja-fan             | Julia Görges Karolína Plíšková  | Elődöntő Kateřina Siniaková | J Makarova J Vesznyina            | 1. kör Kateřina Siniaková      | A Medina Garrigues A Parra Santonja | Negyeddöntő Kateřina Siniaková | Martina Hingis Coco Vandeweghe       |
| 2017       | 2. kör Galina Voszkobojeva     | A-L Grönefeld Květa Peschke     | 3. kör Csan Hao-csing       | Lucie Hradecká Kateřina Siniaková | 1. kör Hszie Su-vej            | Julia Görges Barbora Strýcová       | 3. kör Ljudmila Kicsenok       | Lucie Šafářová Barbora Strýcová      |
| 2018       | 3. kör Kateřina Siniaková      | J Makarova J Vesznyina          | Győztes Kateřina Siniaková  | Eri Hozumi Makoto Ninomiya        | Győztes Kateřina Siniaková     | Nicole Melichar Květa Peschke       | Elődöntő Kateřina Siniaková    | Ashleigh Barty Coco Vandeweghe       |
| 2019       | Negyeddöntő Kateřina Siniaková | Samantha Stosur Csang Suaj      | 1. kör Kateřina Siniaková   | Nagyija Kicsenok Abigail Spears   | Elődöntő Kateřina Siniaková    | Gabriela Dabrowski Hszü Ji-fan      | –                              | –                                    |
| 2020       | Elődöntő Kateřina Siniaková    | Hszie Su-vej Barbora Strýcová   | Elődöntő Kateřina Siniaková | Babos Tímea Kristina Mladenovic   | elmaradt                       | elmaradt                            | –                              | –                                    |
| 2021       | Döntő Kateřina Siniaková       | Elise Mertens Arina Szabalenka  | Győztes Kateřina Siniaková  | B Mattek-Sands Iga Świątek        | Negyeddöntő Kateřina Siniaková | V Kugyermetova Jelena Vesznyina     | 1. kör Kateřina Siniaková      | Magda Linette Bernarda Pera          |
| 2022       | Győztes Kateřina Siniaková     | Anna Danilina B Haddad Maia     | –                           | –                                 | Győztes Kateřina Siniaková     | Elise Mertens Csang Suaj            | Győztes Kateřina Siniaková     | Catherine McNally Taylor Townsend    |
| 2023       | Győztes Kateřina Siniaková     | Aojama Súko Sibahara Ena        | 1. kör Kateřina Siniaková   | Ulrikke Eikeri Hozumi Eri         | –                              | –                                   | 2. kör Kateřina Siniaková      | Barbora Strýcová Markéta Vondroušová |
| 2024       | Negyeddöntő Laura Siegemund    | Storm Hunter Kateřina Siniaková | 3. kör Laura Siegemund      | Giuliana Olmos Alekszandra Panova | Negyeddöntő Laura Siegemund    | Gabriela Dabrowski Erin Routliffe   | –                              | –                                    |
| 2025       | –                              | –                               | –                           | –                                 | 3. kör Csan Hao-csing          | Caroline Dolehide Sofia Kenin       |                                |                                      |

## Év végi világranglista-helyezései
| Év     | 2011 | 2012 | 2013 | 2014 | 2015 | 2016 | 2017 | 2018 | 2019 | 2020 | 2021 | 2022 | 2023 | 2024 |
| Egyéni | 895. | 608. | 376. | 188. | 187. | 250. | 126. | 203. | 135. | 65.  | 5.   | 21.  | 10.  | 10.  |
| Páros  | 827. | 614. | 352. | 121. | 87.  | 32.  | 54.  | 1.   | 13.  | 7.   | 2.   | 3.   | 13.  | 29.  |